# Gentiana brachyphylla
La genzianella a foglie corte (Gentiana brachyphylla Vill.) è una pianta perenne della famiglia Gentianaceae.

## Descrizione
Rispetto alle altre genziane minori la lunghezza delle foglie è ridotta. Le foglie basali sono un po' più grandi di quelle portate dal fusto. La corolla è all'estremità del fusto, di forma tubulare. Fiorisce in piena estate, da luglio a settembre.

## Distribuzione e habitat
Vive tipicamente sui Pirenei e sulle Alpi, al di sopra dei 2000 metri, fino ai 4200 sul Cervino.
Pianta tipicamente pioniera, predilige suoli rocciosi o detritici, debolmente acidi e privi di calcare.